# Розенберг, Вера Михайловна
Вера Михайловна Розенбе́рг (1894—1965) — советский математик и конструктор. Лауреат Сталинской премии.

## Биография
Родилась в 1894 году и выросла в деревне Кувизино (ныне Валдайский район, Новгородская область). Там же жила в 1918—1922 годах, занимаясь сельским трудом.
В 1912 году окончила частную гимназию в Санкт-Петербурге, затем училась на Бестужевских высших женских курсах общетехнического направления.
В 1922 года отца и её пригласили работать в петроградский научно-технический комитет Военно-морских сил. С 1937 году работала в КБ генерала И. И. Иванова. Кандидат технических наук.

Были в конструкторском бюро и люди по-своему уникальные. Среди них особое место занимала Вера Михайловна Розенберг. Она была прирождённым математиком, досконально знала теорию сопротивления материалов, теоретическую механику. На неё возлагалось большинство расчётов по конструированию. Вера Михайловна выполняла их, как правило, с блеском.— Д. Ф. Устинов
Умерла в 1965 году. Похоронена в Ленинграде на Северном кладбище.

## Семья
- отец — Михаил Фёдорович Розенберг (1861—1928), генерал-майор, конструктор артиллерийского вооружения, Герой Труда Красной Армии.
- брат — Михаил Михайлович Розенберг (1896—1981) — конструктор вооружений, дважды лауреат Сталинской премии.

## Награды и премии
- Сталинская премия второй степени (1946) — за разработку новых образцов артиллерийского и морского вооружения (башни Т-34)
- орден Трудового Красного Знамени (1945)
- медали

## Сочинения
- Вычисление таблиц настильной стрельбы при помощи баллистических таблиц АНИИ. — М., 1933.
- Теория пластических деформаций металлов. Механика конечного формоизменения. — М.; Л., 1956. (в соавт.)
- Теория пластических деформаций металлов: механика конечного формоизменения. — Гос. научно-техн. изд-во машиностроит. лит-ры [Ленинградское отд-ние], 1956. — 366 с.